# وتایماکالکودیئیروپو
وتایماکالکودیئیروپو (به لاتین: Vettaimakkalkudiyiruppu) یک منطقهٔ مسکونی در سری‌لانکا است که در استان شمالی (سری‌لانکا) واقع شده‌است.